# Yuccatrupial
Yuccatrupial (Icterus parisorum) är en fågel i familjen trupialer inom ordningen tättingar. Den förekommer i sydvästra USA och norra Mexiko.

## Kännetecken

### Utseende
Yuccatrupialen är en rätt stor (19–22 cm) Icterus-trupial med mycket finspetsig, något böjd näbb. Hanen är karakteristisk med svart på huvud, bröst, rygg och stjärt, och även vingarna är svarta men med dubbla vita vingband. Resten av undersidan är gul, liksom mellersta täckarna, övergumpen och övre stjärttäckarna. Honan är rätt färglöst gråaktig, men med gulaktig buk. På ryggen är honan streckad och även hon har dubbla vita vingband.

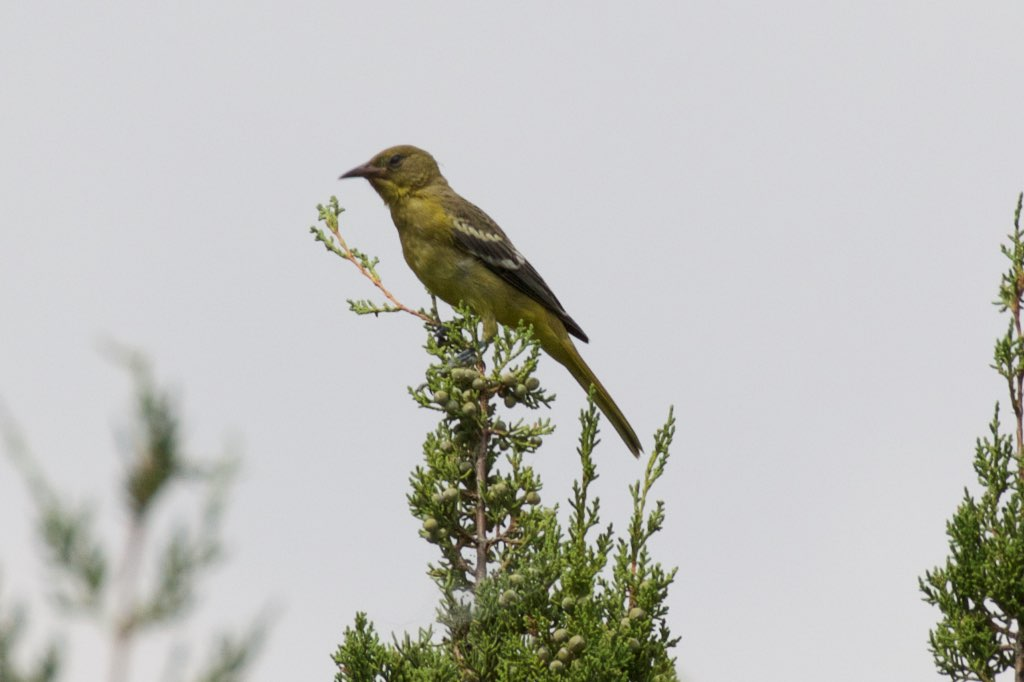
Hona eller ungfågel.

### Läten
Sången består av en serie med låga, klara och något gurglande visslingar. Den är lik västlig ängstrupial, men har stigande eller jämn tonhöjd. Lätet är ett rätt mörkt och hårt "cherk" och i flykten hörs heza "zhet".

## Utbredning och systematik
Fågeln förekommer i torra områden från sydvästra USA till västra och centrala Mexiko, i USA närmare bestämt i södra Kalifornien, Nevada, Utah, New Mexico och Texas, sällsynt i södra Wyoming och västra Colorado och i Mexiko till Baja California, Michoacán och Oaxaca). Utbredningsområdet vintertid är huvudsakligen i Mexiko. Den behandlas som monotypisk, det vill säga att den inte delas in i några underarter.

## Levnadssätt
Scotts trupial hittas i öppna och torra sluttningar där agave och yuccapalmer blandas in i ek- eller tallskog. Födan består av insetker och andra leddjur, små ryggradsdjur, frukt och nektar. Fågeln häckar i april–maj och verkar lägga två kullar.

## Status och hot
Arten har ett stort utbredningsområde och en stor population, och tros öka i antal. Utifrån dessa kriterier kategoriserar internationella naturvårdsunionen IUCN arten som livskraftig (LC).

## Namn
Amerikanske naturforskaren Darius Nash Couch (1822–1897) beskrev arten 1854 som Icterus scotti, som en hyllning till generalmajoren Winfield Scott (1786-1866). Även dess engelska trivialnamn hedrade Scott, i Scott's Oriole. När det senare framkom att Charles Lucien Bonaparte redan hade beskrivit arten 1838 och hans vetenskapliga artnamn parisorum därmed fick prioritet behölls det engelska trivialnamnet och kallas så än idag. Även på svenska kallades fågeln tidigare scottrupial eller Scotts trupial, men BirdLife Sveriges taxonomikommitté har sedermera ändrat det till yuccatrupial.